# Kwartalnik

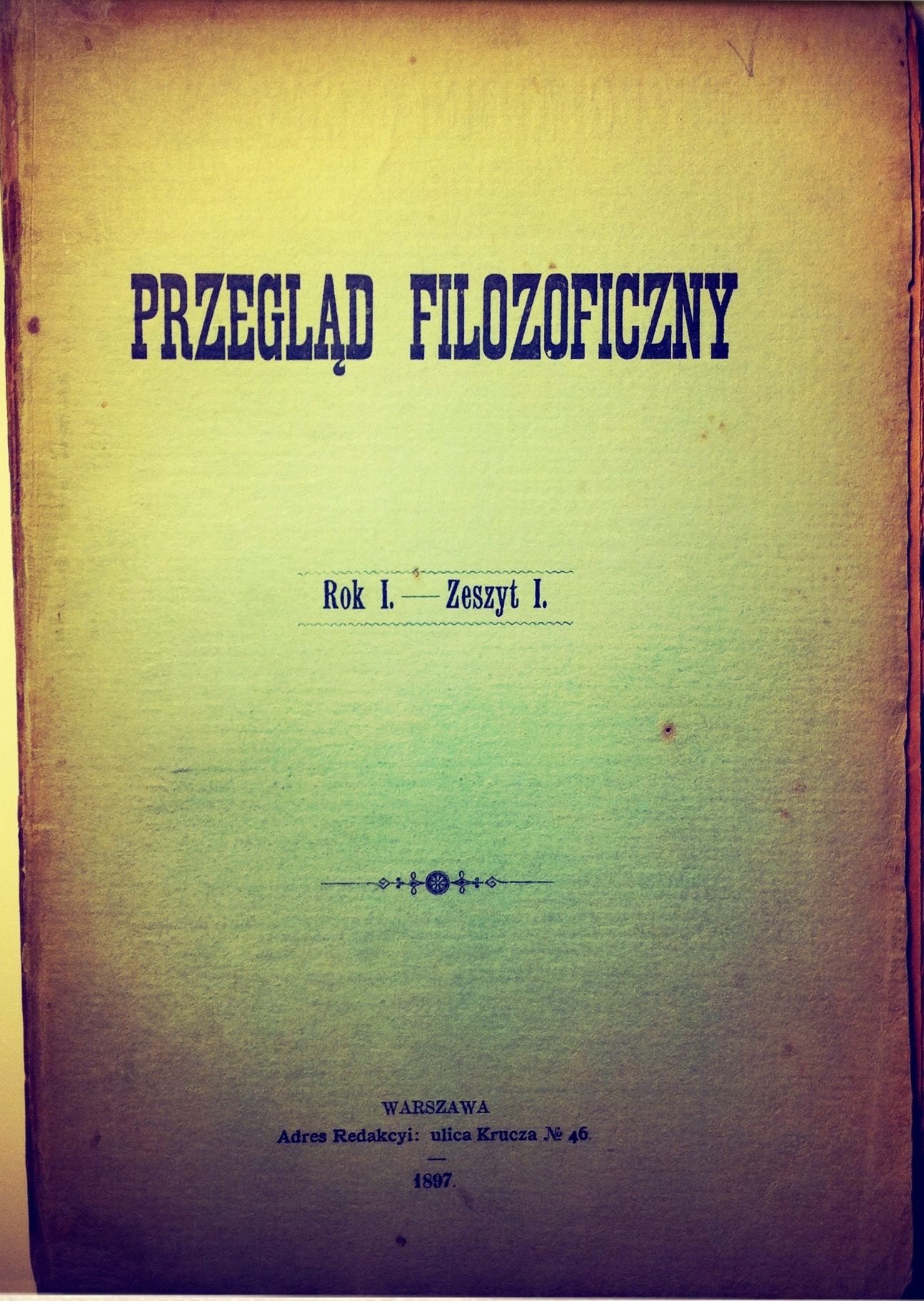
Kwartalnik

Kwartalnik – czasopismo ukazujące się cztery razy w roku.
Część z tych czasopism ukazuje się raz na trzy kolejne miesiące roku kalendarzowego (czyli raz na kwartał). Posiadają z reguły numerację nawiązującą do kolejnych kwartałów lub tworzących je miesięcy roku. Terminy ukazywania się pozostałych (np. przyrodniczych, ogrodniczych, rolniczych, turystycznych) związane są zwykle z porami roku (np. zima – wiosna – lato – jesień). Tego typu czasopisma mogą mieć większą objętość niż miesięczniki.